# Przemysław Frankowski
Przemysław Adam Frankowski (sinh ngày 12 tháng 4 năm 1995) là một cầu thủ bóng đá chuyên nghiệp người Ba Lan thi đấu ở vị trí tiền vệ cho câu lạc bộ Ligue 1 Lens và đội tuyển quốc gia Ba Lan.

## Thống kê sự nghiệp

### Câu lạc bộ
Tính đến ngày 12 tháng 12 năm 2022
| Club                  | Season       | League              | League | League | Cup  | Cup   | Continental | Continental | Total | Total |
| Club                  | Season       | Division            | Apps   | Goals  | Apps | Goals | Apps        | Goals       | Apps  | Goals |
| --------------------- | ------------ | ------------------- | ------ | ------ | ---- | ----- | ----------- | ----------- | ----- | ----- |
| Lechia Gdańsk         | 2012–13      | Ekstraklasa         | 8      | 1      | 0    | 0     | —           | —           | 8     | 1     |
| Lechia Gdańsk         | 2013–14      | Ekstraklasa         | 33     | 1      | 3    | 1     | —           | —           | 36    | 2     |
| Lechia Gdańsk         | Total        | Total               | 41     | 2      | 3    | 1     | 0           | 0           | 44    | 3     |
| Jagiellonia Białystok | 2014–15      | Ekstraklasa         | 28     | 3      | 2    | 0     | —           | —           | 30    | 3     |
| Jagiellonia Białystok | 2015–16      | Ekstraklasa         | 31     | 6      | 2    | 1     | 3           | 3           | 36    | 10    |
| Jagiellonia Białystok | 2016–17      | Ekstraklasa         | 35     | 8      | 1    | 0     | —           | —           | 36    | 8     |
| Jagiellonia Białystok | 2017–18      | Ekstraklasa         | 31     | 4      | 0    | 0     | 0           | 0           | 31    | 4     |
| Jagiellonia Białystok | 2018–19      | Ekstraklasa         | 15     | 3      | 3    | 0     | 4           | 0           | 22    | 2     |
| Jagiellonia Białystok | Total        | Total               | 140    | 24     | 6    | 1     | 7           | 3           | 153   | 28    |
| Chicago Fire          | 2019         | Major League Soccer | 31     | 5      | 0    | 0     | 1           | 0           | 32    | 5     |
| Chicago Fire          | 2020         | Major League Soccer | 19     | 3      | —    | —     | —           | —           | 19    | 3     |
| Chicago Fire          | 2021         | Major League Soccer | 13     | 2      | —    | —     | —           | —           | 13    | 2     |
| Chicago Fire          | Total        | Total               | 63     | 10     | 0    | 0     | 1           | 0           | 64    | 10    |
| Lens                  | 2021–22      | Ligue 1             | 37     | 6      | 3    | 0     | —           | —           | 40    | 6     |
| Lens                  | 2022–23      | Ligue 1             | 15     | 0      | 0    | 0     | —           | —           | 15    | 0     |
| Lens                  | Total        | Total               | 52     | 6      | 3    | 0     | 0           | 0           | 55    | 6     |
| Career total          | Career total | Career total        | 296    | 42     | 12   | 2     | 8           | 3           | 316   | 47    |

1. 1 2  Appearance(s) in UEFA Europa League
2. ↑  Appearance(s) in Leagues Cup
3. ↑  Includes three appearances in MLS is Back Tournament group stage

### Đội tuyển quốc gia
Tính đến ngày 26 tháng 3 năm 2024
| Đội tuyển quốc gia | Năm       | Trận | Bàn |
| ------------------ | --------- | ---- | --- |
| Ba Lan             | 2018      | 4    | 0   |
| Ba Lan             | 2019      | 6    | 1   |
| Ba Lan             | 2021      | 12   | 0   |
| Ba Lan             | 2022      | 8    | 0   |
| Ba Lan             | 2023      | 8    | 1   |
| Ba Lan             | 2024      | 2    | 1   |
| Tổng cộng          | Tổng cộng | 40   | 3   |

Tính đến ngày 21 tháng 3 năm 2024
Bàn thắng và kết quả của Ba Lan được để trước.
| # | Ngày                 | Địa điểm                              | Đối thủ       | Bàn thắng | Kết quả | Giải đấu                 |
| - | -------------------- | ------------------------------------- | ------------- | --------- | ------- | ------------------------ |
| 1 | 13 tháng 10 năm 2019 | Sân vận động quốc gia, Warsaw, Ba Lan | Bắc Macedonia | 1–0       | 2–0     | Vòng loại UEFA Euro 2020 |
| 2 | 21 tháng 11 năm 2019 | Sân vận động quốc gia, Warsaw, Ba Lan | Latvia        | 1–0       | 2–0     | Giao hữu                 |
| 3 | 21 tháng 3 năm 2024  | Sân vận động quốc gia, Warsaw, Ba Lan | Estonia       | 1–0       | 5–1     | Vòng loại UEFA Euro 2024 |